# 중년의 함정
《중년의 함정》(영어: A Woman Scorned: The Betty Broderick Story)는 1992년 미국에서 제작된 영화이다.

## 출연
- 메러디스 백스터 - 베티
- 스티븐 콜린스 - 댄
- 미쉘 존슨 - 린다
- 켈리 윌리엄스 - 케이트
- 크리스틴 얀센 - 마지

## 한국판 성우진(MBC)
- 손정아 - 베티(메러디스 백스터)
- 김관철 - 댄(스티븐 콜린스)
- 홍승옥 - 수잔(크리스틴 얀센) / 이혼 변호사(캐서린 코르테즈)
- 전임복 - 마지(트리샤 오닐)
- 안정현 - 데비(잔디 스완슨)
- 정미연 - 린다(미쉘 존슨)
- 조예신 - 밀러 박사(페넬로페 윈더스트)
- 최원형 - 댄의 변호사(제프 알린)
- 변종필 - 댄의 동생(랄프 브루뉴) / 칼(토머스 코파치)
- 박조호 - 판사(제프 하옌가)
- 김영선 - 총포상(에릭 웨이스)
- 박소라 - 케이트(켈리 윌리엄스)
- 윤성혜 - 엘리스(데브라 조 럽)
- 이철용 - 케빈(스티븐 루트) / 경찰(랜달 패트릭)